# Kléber Bobin
Kléber Bobin, né le 8 août 1935 à Saint-Michel-le-Cloucq en Vendée et mort le 11 novembre 2014 à Nantes, est un fonctionnaire français puis un cadre dirigeant de l'association pour la formation professionnelle des adultes (AFPA), devenu un dirigeant sportif après sa retraite comme président du FC Nantes de 1999 à 2001.

## Biographie

### Jeunesse
Son père était le forgeron et maréchal-ferrant à Saint-Michel-le-Cloucq. Après avoir refusé de prendre la succession paternelle, il s'est engagé à la suite de son service militaire dans l'Armée de l'Air.[réf. nécessaire]

### FC Nantes
Le 6 janvier 1999, alors que le club sort à peine d'une crise sportive, il est nommé en remplacement de Jean-René Toumelin. Après la reprise par la Socpresse, il est remplacé par Jean-Luc Gripond à la tête de la nouvelle SASP. La présidence de Kléber Bobin est marquée par le renouveau sportif du club qui remporte deux Coupes de France en 1999 et 2000 ainsi que le Championnat de France en 2001. Il devient ensuite président du conseil de surveillance.